# Michele Lenti
Michele Lenti (Gallipoli, 29 settembre 1743 – Gallipoli, 19 luglio 1831) è stato un pittore italiano.

## Biografia
Michele Lenti nacque a Gallipoli da famiglia agiata nel 1743. Pittore autodidatta, ha operato prevalentemente nella città natale. Verso la fine del 1700 fu a Taranto dove lavorò nelle decorazioni di palazzi privati e decorò per conto dell'Arcivescovo Giuseppe Capecelatro una sala dell'arcivescovato (1778). 
L'opera più conosciuta del Lenti nella città bimare è dipinto nel vestibolo della Cattedrale di San Cataldo raffigurante San Cataldo che resuscita un morto datato 1773.